# Nikolaï Polevoï
Nikolaï Alexeïevitch Polevoï (en russe Никола́й Алексе́евич Полево́й, né le 3 juillet 1796  à Irkoutsk, mort le 6 mars 1846 à Saint-Pétersbourg) est un écrivain, journaliste et historien russe. Autodidacte et marchand sibérien jusqu'à l'âge mûr, il se tourne subitement vers une vocation scientifique et littéraire. 

## Biographie
Fils d'un marchand, il vit à Koursk, puis à Moscou. Il devient en 1825, grâce au patronage du prince Viazemski (l'ami de Pouchkine), l'éditeur du Télégraphe de Moscou (Moskovskij Telegraf). 
Ses essais encyclopédiques, emprunts d'une pointe de libéralisme concernent la littérature, l'histoire, la jurisprudence, la musique, la médecine et la langue sanscrite. Ses Esquisses de littérature russe n'en ont pas moins fait époque, en introduisant un premier courant d'air frais dans les vieilles formules esthétiques russes. Il écrit un essai d'une histoire du développement intérieur du peuple russe (Histoire du peuple russe, 6 vol., 1829-1833), d'après la méthode de Guizot et de Niebuhr.
Il polémique avec Gretch et Boulgarine, confrères pétersbourgeois redoutables pour leurs relations avec le pouvoir. Dans le Télégraphe de Moscou, Polevoï polémique vigoureusement avec Katchénovski (1775-1842), professeur d'histoire et fondateur d'une école historique inféodée au scepticisme.

## Sources
- Une partie de cet article est une copie de l'ouvrage Littérature russe de Kazimierz Waliszewski, aujourd'hui dans le domaine public.

## Quelques éditions de Moskovskiĭ telegraf
- (ru) Moskovskiĭ telegraf, par Nikolaĭ Polevoĭ, 1826
- (ru) Moskovskiĭ telegraf, par Nikolaĭ Polevoĭ, 1827
- (ru) Moskovskiĭ telegraf, par Nikolaĭ Polevoĭ, 1828
- (ru) Moskovskiĭ telegraf, par Nikolaĭ Polevoĭ, 1829
- (ru) Moskovskiĭ telegraf, par Nikolaĭ Polevoĭ, 1830
- (ru) Moskovskiĭ telegraf, par Nikolaĭ Polevoĭ, 1831
- (ru) Moskovskiĭ telegraf, par Nikolaĭ Polevoĭ, 1832